# خانه بایفلیت

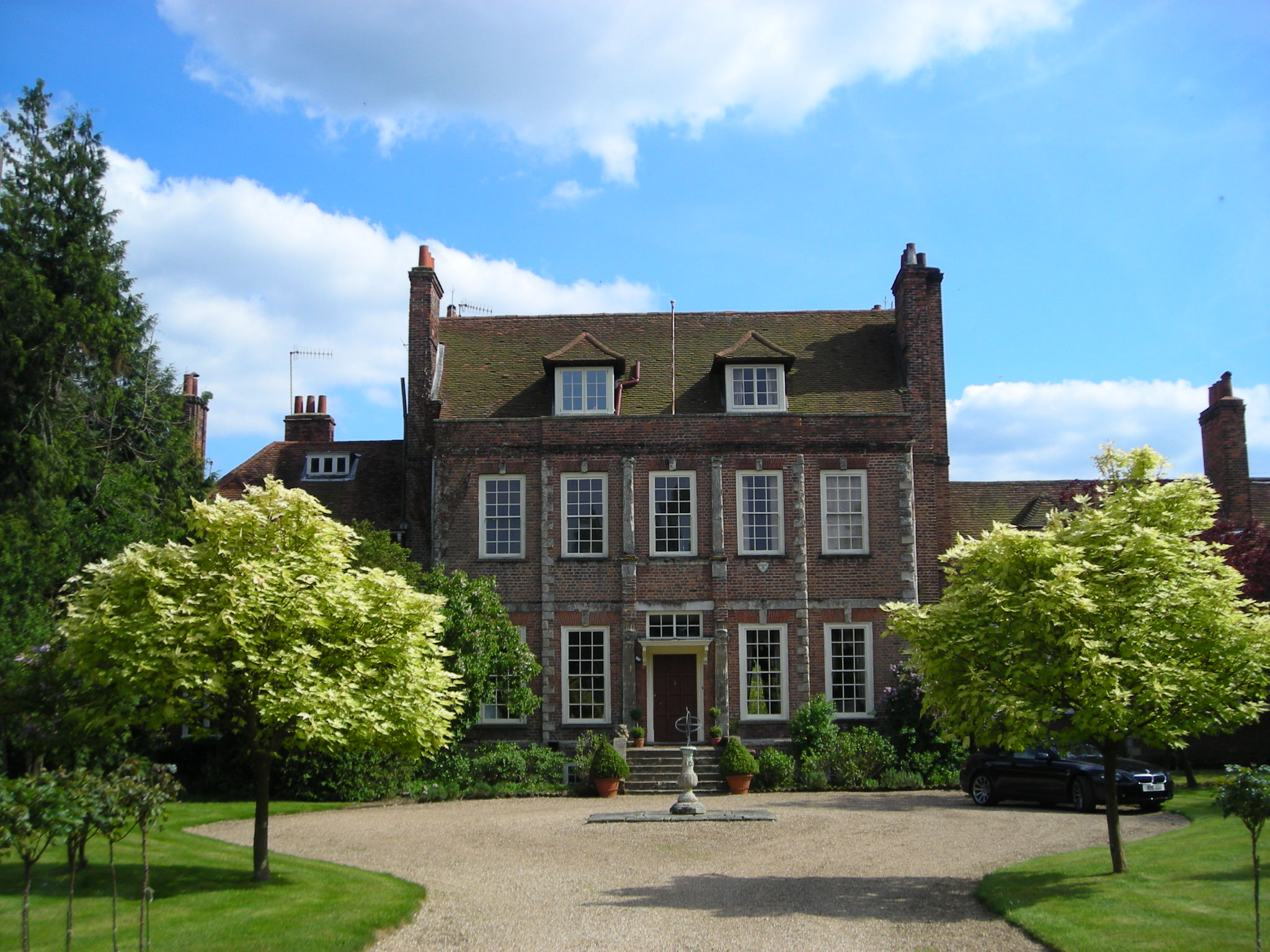
خانه بایفلیت (۲۰۱۳)

خانه بایفلیت (انگلیسی: Byfleet Manor) نام یک بنای مسکونی فهرست شدهٔ درجه دوم قدیمی است که در روستای بایفلیت در شهرستان ساری واقع شده است.
این خانهٔ را ادوارد دوم به دوست صمیمی و معشوقش «پیرس گویستون» اهدا کرد.
آخرین مالک سلطنتی این خانه «ملکه آن» همسر جیمز یکم بود که در سال ۱۶۱۹ دستور بازسازی آنرا داد اما پیش از اتمام کار، درگذشت.
در سال ۱۶۸۵ میلادی و برای بارِ دوم، اقدام به بازسازی این عمارت در سبک جاکوبین نموندن که الته باعث شد بخش‌های مهمی از آن تخریب شود و خانه کوچکتر شود. زمین‌های اطراف نیز در سال ۱۶۷۲ به «لُرد بارون هولز» اهدا شد و مابقی نیز تحت مالکلیت «ملکه کاترین برگانزا» همسرِ چارلز دوم انگلستان و ورثهٔ او قرار گرفت.